# Hårslev
Hårslev är en tätort i Nordfyns kommun i Region Syddanmark i Danmark. Tätorten har 348 invånare (2024). Den ligger på Fyn, cirka 7,5 kilometer söder om Bogense.